# Climax (rhétorique)
Pour le point culminant d'une intrigue, voir Acmé.
En rhétorique, le climax est une figure de style consistant en une suite de gradations ascendantes de termes positifs. Son antonyme est l'anticlimax.

## Exemples
- « Paris ! Paris outragé ! Paris brisé ! Paris martyrisé ! mais Paris libéré ! libéré par lui-même, libéré par son peuple avec le concours des armées de la France, avec l'appui et le concours de la France tout entière, de la France qui se bat, de la seule France, de la vraie France, de la France éternelle. » (Charles de Gaulle, Discours) (emploi rhétorique).

- Dans Cyrano de Bergerac « C'est un roc !... c'est un pic !... c'est un cap ! Que dis-je, c'est un cap ?… C'est une péninsule ! » On note la construction de la phrase sous forme d'énumération graduée pour arriver au point culminant ou climax : « péninsule » (emploi dramatique).

## Historique de la notion
Le terme est apparu au XVIIIe siècle pour désigner une figure de rhétorique.
- Figure « mère » : gradation
- Figures « filles » : aucune
- Synonymes : gradation ascendante, acmé (au théâtre)
- Antonymes : anticlimax (gradation descendante)